# Anastasia Romanovna
Anastasia Romanovna Zacharjina-Joerjeva (Russisch: Анастасия Романовна Захарьина-Юрьева) (1530 – Kolomenskoje , 7 augustus 1560) was de eerste vrouw van de Russische tsaar Ivan IV de Verschrikkelijke en de eerste Russische tsarina.

## Leven
Zij was de dochter van de bojaar Roman Joerjevitsj Zacharjina-Joerjeva, die de naam gaf aan de latere Romanov-dynastie, en zijn echtgenote Oeljana Ivanovna.
Uit een groep van ongeveer 500 tot 1500 huwbare dochters van adellijke Russische families die naar het Kremlin waren uitgenodigd, werd zij gekozen als bruid van Ivan IV. Haar huwelijk met de tsaar vond plaats op 3 februari 1547, in de kathedraal van de Annunciatie. Ivan IV raakte zeer aan haar gehecht, en er werd gezegd dat zij een kalmerende invloed had op zijn wisselende humeur.
In juli 1560 werd zij getroffen door een hevige doodsstrijd, waaraan zij op 7 augustus bezweek. Ivan IV verdacht de bojaren, die hij van jongs af haatte, van vergiftiging van zijn vrouw en liet verschillende van hen executeren, hoewel hij geen bewijs had. Forensisch onderzoek van haar skelet in de 20e eeuw heeft sindsdien zijn vermoedens bevestigd, aangezien zeer grote hoeveelheden kwik, arsenicum en lood werden ontdekt.
Anastasia Romanovna was de tante van Fjodor Nikititsj Romanov, de zoon van haar broer Nikita Romanovitsj Zacharjina-Joerjeva, die de eerste was die de naam "Romanov" aannam als zijn achternaam. Deze Fjodor Nikititsj Romanov-Joerjev was dus de neef van haar eigen jongste zoon en laatste Ruriktsaar Fjodor I Ivanovitsj - een omstandigheid die de verkiezing van Michaël Romanov tot tsaar na de Tijd der Troebelen inluidde.

## Kinderen
Met Ivan IV kreeg ze zes kinderen:
- Anna (1549-1550)
- Maria (1551-1552)
- Dmitri (1552-1553)
- Ivan (1554-1581)
- Eudokia (1556-1558)
- Fjodor I van Rusland (1557-1598)